# University of Chicago Press
La University of Chicago Press es el mayor editor universitario estadounidense.
Fundada en 1891, es administrado por la Universidad de Chicago y publica una amplia variedad de libros, incluyendo la filosofía,  la astrofísica, la economía, la crítica literaria, etc.
Cada año, la Editorial otorga el Premio Gordon J. Laing al autor, editor o traductor de un libro publicado en los tres años anteriores que dio prestigio a la University of Chicago Press.